# Cainho Branco
Cainho Branco ist eine Weißweinsorte. Sie ist eine autochthone Sorte in Portugal. Dort ist sie in der Subregion Lima im Anbaugebiet des Vinho Verde zugelassen.
Die ertragsschwache Sorte ergibt Weine von mäßiger Qualität und rustikaler Art. Die Weißweine sind unausgeglichen und haben ein neutrales Aroma. Sie werden daher nur noch in kleinen Mengen zum Verschnitt mit anderen Sorten verwendet. Es wird vermutet, dass die Sorte mit Alvarinho identisch ist. Zumindest in der Region Vinho Verde, wo Alvarinho neben dem Cainho Branco ebenfalls in großem Stil angebaut wird, scheint diese Annahme zweifelhaft.
Siehe auch den Artikel Weinbau in Portugal sowie die Liste von Rebsorten.
Synonyme: Alvarinho (?), Alvarinho Espanhol, Cainho de Moreira

## Ampelographische Sortenmerkmale
In der Ampelographie wird der Habitus folgendermaßen beschrieben:
- Die Triebspitze ist offen. Sie ist weißwollig behaart, grünlich mit rötlichem Anflug. Die gelblichen Jungblätter sind auf der Oberseite schwachwollig und auf der Unterseite weißwollig behaart.
- Die kleinen Blätter sind dreilappig und mäßig gebuchtet (siehe auch den Artikel Blattform). Die Stielbucht ist V-förmig offen. Das Blatt ist stumpf gezahnt. Die kleinen Zähne sind im Vergleich zu anderen Rebsorten eng gesetzt.
- Die kegel- bis walzenförmige Traube ist klein und lockerbeerig. Die rundlichen bis leicht elliptischen Beeren sind klein und von gelb-grüner Farbe. Die sehr saftigen Beeren verfügen über eine dicke Schale und sind im Geschmack neutral.

Cainho Branco ist eine Varietät der Edlen Weinrebe (Vitis vinifera). Sie besitzt zwittrige Blüten und ist somit selbstfruchtend. Beim Weinbau wird der ökonomische Nachteil vermieden, keinen Ertrag liefernde, männliche Pflanzen anbauen zu müssen.